# Defensiv linje
Den defensive linje er, indenfor amerikansk fodbold, de forsvarsspillere der ligger placeret forrest på det forsvarende hold, direkte overfor angrebets offensive linje. Den defensive linje udgør normalt tre eller fire af de 11 spillere på det forsvarende hold.
Den defensive linje består af to hovedformer for spillere, de såkaldte defensive ends, der er de yderste spillere i kæden, samt defensive tackles, der er spiller(ne) inderst i kæden. Den midterste spiller i den defensive linje kaldes af og til også for nose guard (eller nose tackle).